# Remkrachtverdeler
Een remkrachtverdeler, ook bekend als EBD (electronic brakeforce distribution), is een auto-onderdeel dat bepaalt hoeveel remkracht er naar de voorste remmen gaat en hoeveel naar de achterste. De werking hoeft niet elektronisch te zijn: er bestaan ook mechanische remkrachtbegrenzers op de achterwielen die worden aangestuurd door de 'uitvering' van de achteras.
Auto's remmen met de voorwielen krachtiger dan met de achterwielen doordat de massa van de auto door het remmen een hogere druk op de voorwielen geeft (dynamische aslastverplaatsing). Zouden de achterwielen blokkeren, dan zou de auto in een bocht gaan uitbreken, de achterzijde van de auto slipt dan de bocht uit.
Hoeveel remkracht zich kan ontwikkelen dankzij de achterremmen hangt af van het gewicht van de wagen en de dynamische aslastverplaatsing. Een remkrachtverdeler bepaalt een evenwicht tussen voor- en achterremmen, zodanig dat de wielen alleen gelijktijdig kunnen blokkeren.
Ook zonder remkrachtverdeler wordt dit evenwicht nagestreefd, maar die balans wordt bepaald met slechts de bestuurder in de auto. Wanneer meerdere personen en/of vracht vervoerd worden, is die balans verstoord en kan dus niet optimaal gebruik worden gemaakt van de remkracht. Als wielen blokkeren, neemt de remkracht sterk af.